# Itzcóatl
Itzcóatl (fl. XV secolo) fu il quarto tlatoani Azteco, e governò dal 1427 (o 1428) al 1440, periodo nel quale i Mexica (nome con cui gli Aztechi si definivano) si liberarono dalla dominazione dei Tepanechi e cominciarono a espandersi.

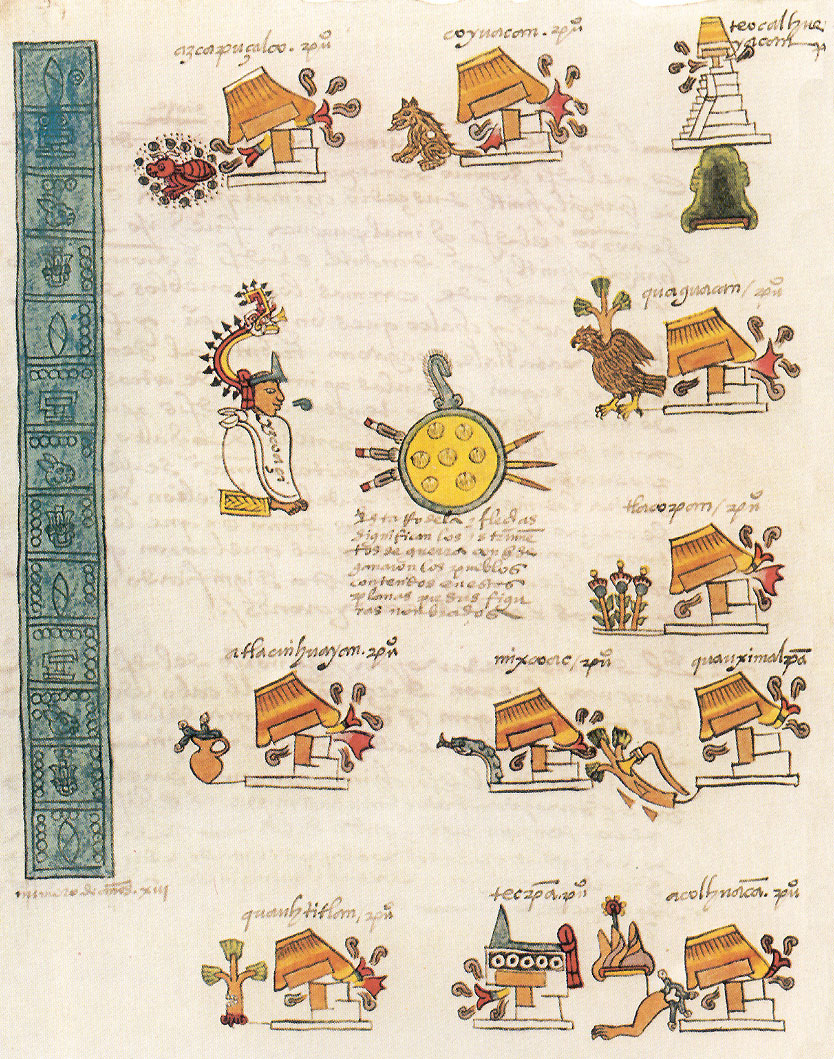
Prodezze de Itzcoatl (Codex Mendoza)

Itzcoatl ("Serpente di ossidiana" nel linguaggio Nahuatl) era il figlio del primo tlatoani Azteco, Acamapichtli, e fu eletto sovrano quando il suo predecessore, Chimalpopoca, fu ucciso da Maxtla, sovrano della vicina città di Azcapotzalco.  Grazie ad un'alleanza con Acolmiztli Nezahualcóyotl di Texcoco, Itzcoatl sconfisse Maxtla e terminò la dominazione Tepaneca del Messico Centrale.
Dopo la vittoria Itzcoatl, Nezahualcóyotl, e Totoquilhuaztli, tlatoani di Tlacopan, si allearono, formando la Triplice Alleanza Azteca, e mettendo le basi per la creazione dell'Impero Azteco.

## Campagne militari
Itzcoatl concentrò principalmente le sue attenzioni sui chinampa situati sulle sponde dei laghi Xochimilco e Chalco. I chinampa erano una sorta di isolotti artificiali formati da piccole aree coltivabili e le battaglie vittoriose di Itzcoatl contro Xochimilco (1430), Mixquic (1432), Cuitlahuac (1433), e Tezompa assicurarono a Tenochtitlán risorse agricole e, con la conquista di Culhuacan e Delegazione Coyoacán, assicurò alla Triplice Alleanza il controllo della zona meridionale della Valle del Messico.
Grazie a questa serie di vittorie si assicurò il titolo di Culhua tecuhtli, "Signore dei Culhua" mentre Totoquilhuaztli, tlatoani di Tlacopan, prese il titolo di Tepaneca tecuhtli, "Signore dei Tepaneca".
Nel 1439, Itzcoatl iniziò una campagna fuori dalla Valle del Messico contro Cuauhnahuac (città nota anche col nome datogli dagli Spagnoli Cuernavaca).